# Open Camp Vaslui
Open Camp Vaslui este un festival de muzică underground ce are loc în fiecare an lângă Vaslui, România. Este un festival în aer liber, desfășurat pe perioada a trei zile, de obicei la mijlocul lunii iulie. Locația evenimentului este un poligon de tir aflat într-o pădure de la marginea orașului, unde participanții pot campa gratuit pe toată perioada festivalului. Open Camp acoperă o gama largă de genuri muzicale, fiecare zi fiind tematică din acest punct de vedere, respectiv hip-hop, rock alternativ/punk/hardcore și metal. Artiștii sunt în general din sfera underground, scopul fiind de a promova tinerii muzicieni ce nu au șansa de a evolua în cadrul altor evenimente de acest gen.

## Istoric
Prima ediție a festivalului a avut loc în anul 2010, în încercarea de a reînvia tradiția unui alt festival ce s-a desfășurat în Vaslui, și anume Rock Chance. Această ediție a fost organizată în parteneriat cu mișcarea Let’s Do It Romania, promovând ecologismul în rândul participanților. Din 2011, în cadrul fiecărei ediții se organizează și un tur ciclist pe lângă concertele zilnice, sub titulatura "Open Camp Bike Challenge", acesta fiind desfășurat pe un traseu forestier de dificultate medie .

## Ediții
Open Camp Vaslui 2010 (23 - 25 iulie 2010)
- 23 iulie: - Wally, Vitrigo Revers, Cojones Records, PaRaSeC, Ceilalți. After-party: DJ Vlad.
- 24 iulie: - Qeta, Ska Fără Trompete, We Will Fly, The Detectors. After-party: DJ Răzvan
- 25 iulie: Paranoia, True Mind, Vile Obsession, Deliver the God, Code Red, Deadeye Dick.
- Anulați: Katana, Furnici Coapte, Stricto Sensu.

Open Camp Vaslui 2011 (15 - 17 iulie 2011)
- 15 iulie: Frații FF, Cojones Records, Afty, Ceilalți, Raku, Cedry2k;
- 16 iulie: Qeta, Lefters, Proof;
- 17 iulie: Target, Open Fire, Deathdrive, Interitus Dei, Bucovina;
- Anulați: Antiteza Mulțimii, Guerrillas, Implant Pentru Refuz (din cauza condițiilor meteo nefavorabile).

Open Camp Vaslui 2012 (3 - 5 august 2012)
- 3 august: Carbon & DJ Grigo, Flou Rege & DJ Albu, Ceilalți, Afty, Cojones Crew, Cristyz & Ivu, Da Kid, Biggs, Piftik
- 4 august: Skullp, First Division, Masked Toys, Sky Swallows Challenger, The Crazy Plumbers
- 5 august: Ashaena, Infected Rain, Eyelead.

Open Camp Vaslui 2013 (23 - 25 august 2013)
- 23 august: Destiny, Ragu, Selfish Murphy, Crazy Plumbers, Nivelu' 4, Ska-nk;
- 24 august: Triplu F, Cojones Crew, Afty, Rotaru, Rehab Nation, Ceilalți, Ars Poetica, Subcarpați, Sunet Sacru;
- 25 august: Kamen, Masked Toys, Vespera, Breathelast, Jinjer, Innergrave;
- Anulați: Minestrone Band, Rappa Muffin, Legend (neprezentare).